# Meditación trascendental

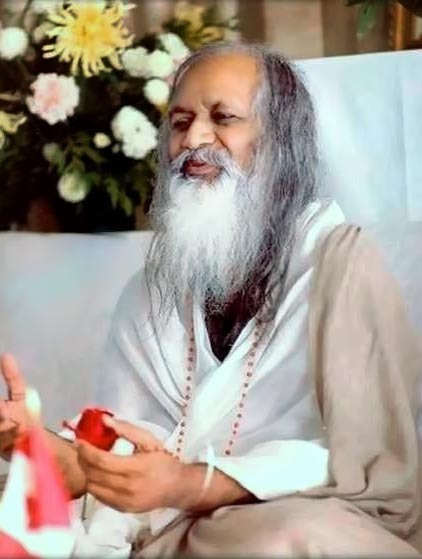
Majarishi Majesh Yogi (en 1987).

La meditación trascendental (MT) es una técnica de meditación basada en la repetición de mantras durante la sesión. La principal diferencia entre la técnica de meditación trascendental y otras formas de meditación es que los practicantes repiten en silencio y se concentran en un mantra personal. Esto significa que cada persona debe inventar una palabra personal sin significado que sirve de mantra y acudir a ella cada vez que desviemos la atención de la meditación.
Tanto la técnica de meditación como el movimiento fueron creados en India a mediados de los años cincuenta por Majarishi Majesh Yogi (1917-2008) y alcanzó extensión mundial en los años sesenta.

## Fundador de la técnica
El gurú hinduista Maharishi Mahesh Yogi fundó en 1958 en Madrás (India) su propia técnica de meditación trascendental; la que, según sus propios escritos, es una técnica de relajación que sirve para mejorar la calidad de vida del individuo y la sociedad. En 1970 logró que el neurofisiólogo Robert Wallace afirmara en una revista científica que la técnica de la meditación trascendental produce un estado de profundo descanso.

## Investigación del trastorno de estrés postraumático
En 2019, investigadores de la Universidad de Norwich en Northfield, Vermont, en colaboración con el Instituto Maharishi en Johannesburgo, Sudáfrica, publicaron un estudio que demuestra los efectos terapéuticos potenciales para pacientes con trastorno por estrés postraumático. Los hallazgos fueron publicados en la revista Psychological Reports.
En estudios anteriores, la investigación se ha centrado en los efectos de la Meditación Trascendental y cómo puede reducir el TEPT en los refugiados de guerra congoleños, los veteranos de guerra de EE. UU.